# Турга
Турга́ (рос. Турга) — село у складі Олов'яннинського району Забайкальського краю, Росія. Адміністративний центр Тургинського сільського поселення.

## Населення
Населення — 694 особи (2010; 902 у 2002).
Національний склад (станом на 2002 рік):
- росіяни — 99 %